# Zweigeisenbahngesellschaft zu Großenhain

Die Strecke der Zweigeisenbahngesellschaft zu Großenhain

Die Zweig-Eisenbahngesellschaft zu Großenhain war eine Eisenbahngesellschaft in Sachsen. Die einzige Bahnstrecke der Gesellschaft war die Verbindung Priestewitz–Großenhain.

## Geschichte

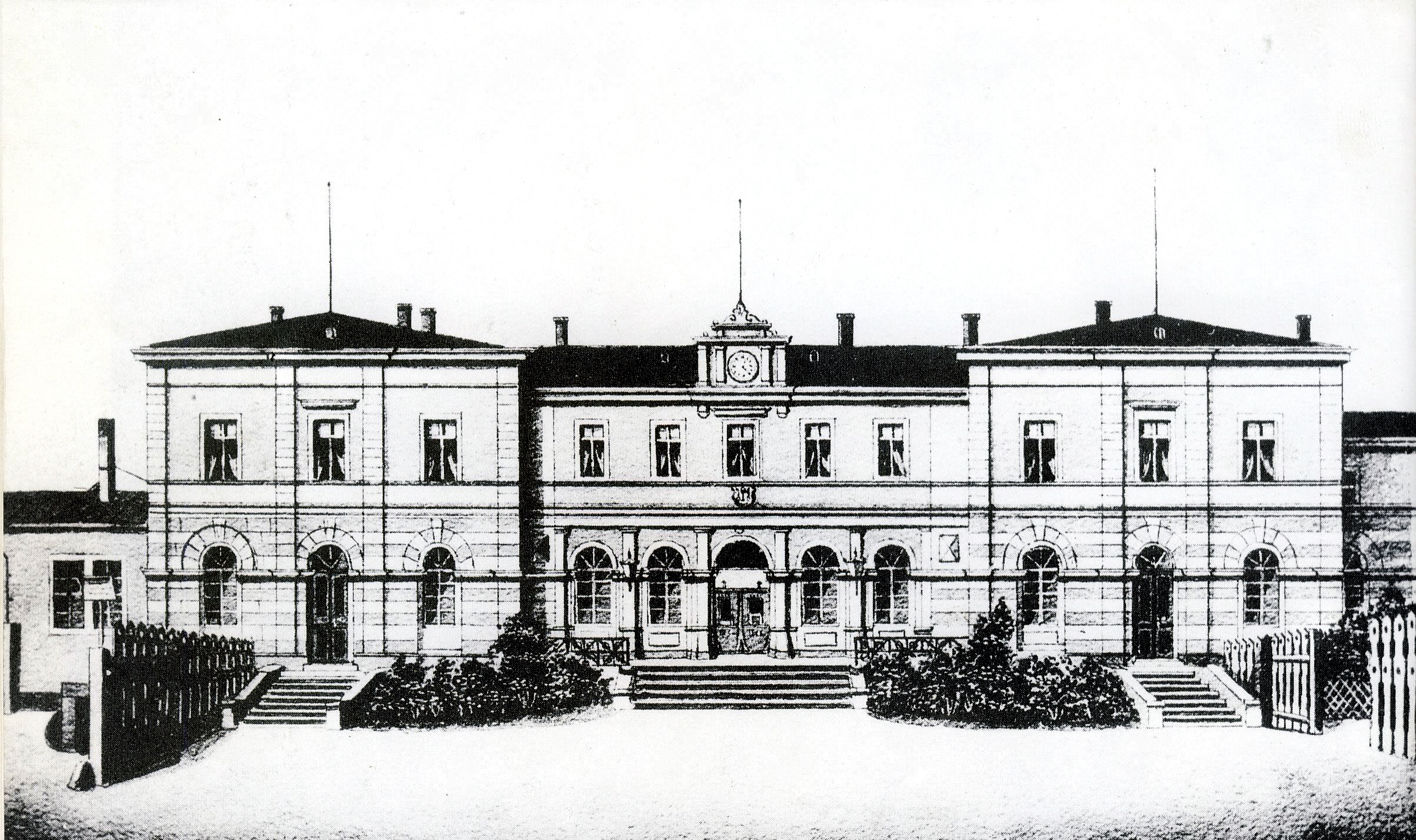
Leipziger Bahnhof, Großenhains erster Bahnhof (vor 1870)

Die Aktiengesellschaft wurde 1861 gegründet, um einen Anschluss der Stadt Großenhain an die Bahnstrecke Leipzig–Dresden zu schaffen. Sie hatte ihren Sitz in Großenhain. Das Anlagekapital war zunächst auf neunzigtausend Thaler festgesetzt. Diese Summe verteilte sich auf siebenhundertfünfzig Aktien zu je hundert Thalern (Serie I) und dreihundert Aktien zu je fünfzig Thalern (Serie II). Mit der Zeichnung der Aktien wurde bereits 40 Prozent des Nominalwertes der Aktie eingezahlt, der Rest war in sechs gleichen Raten einzuzahlen.
Geleitet wurde das Unternehmen von einem Direktor und einem Stellvertreter, welche von einem Ausschuss auf drei Jahre gewählt wurden. Der Direktor und sein Stellvertreter mussten volles Bürgerrecht besitzen und Bürger mit Wohnsitz in der Stadt Großenhain sein. Zudem mussten sie mindestens 300 Thaler in Gesellschaftsaktien als Kaution deponieren, nur in Ausnahmefällen konnte eine andere Regelung getroffen werden. Das Direktorium war verantwortlich für alle Belange der Gesellschaft, insbesondere für das Alltagsgeschäft. Der Ausschuss hingegen bestand aus 12 Aktionären, von denen mindestens 8 in Großenhain wohnen mussten. Der Ausschuss sollte das Direktorium beraten und kontrollieren. Die Arbeit im Ausschuss war ehrenamtlich, es wurden nur etwaige Aufwendungen vergütet. Es bestand für die Mitglieder die Pflicht an den Ausschusssitzungen teilzunehmen, bei unentschuldigtem Fehlen, oder Fehlens ohne ausreichenden Grund war vom betreffenden Mitglied eine Ordnungsstrafe an die Gesellschaftskrankenkasse oder die Ortsarmenkasse zu zahlen.

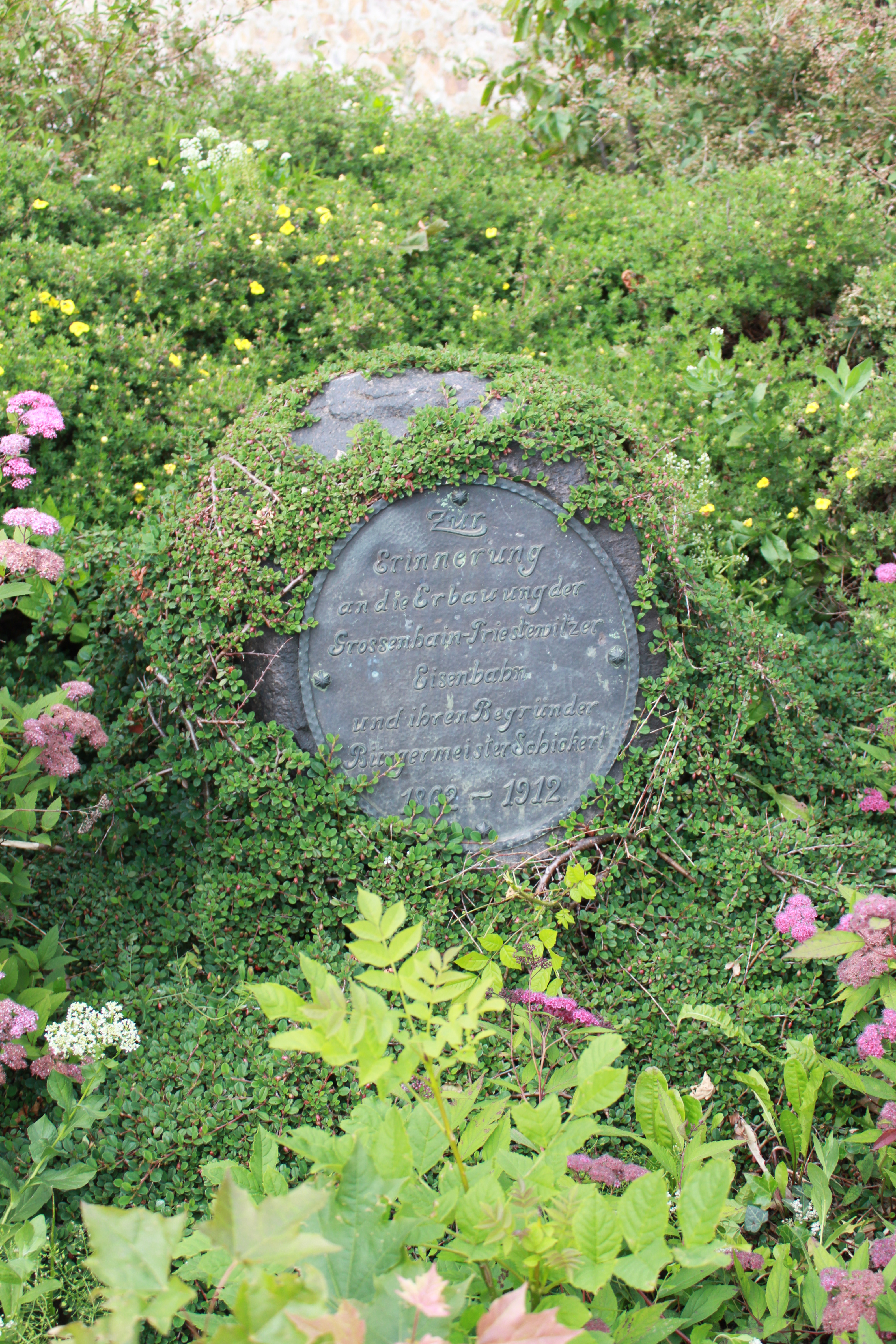
Gedenkstein für den Bürgermeister Schickerl, in Erinnerung an den Bau der Eisenbahnstrecke Großenhain-Priestewitz, errichtet 1912

Für die Arbeiter und deren Familien, welche zum Bau der Bahnlinie aus fremden Gemeinden zum Bau gewonnen wurden, musste die Bahngesellschaft für den Krankheits- oder Unglücksfall sorgen, damit diese nicht den Gemeinden entlang der Bahnlinie zu Kosten fielen.
Die Zweigeisenbahngesellschaft zu Großenhain war im Baujahr der Strecke sowie in den darauf folgenden drei Kalenderjahren von der Gewerbesteuer befreit. Die sächsische Regierung sicherte sich ein Kaufrecht im Rahmen einer „Bereinigung“, oder nach mindestens 30 Jahren per Beschluss zu.
Die Gesellschaft war verpflichtet, Militärpersonen und -gerät vorzugsweise und mit einem Rabatt von 25 Prozent verbilligt zu transportieren. Zudem gab es Auflagen, dass bestimmte Postsendungen kostenlos zu befördern waren.
Am 14. Oktober 1862 wurde die nur 5,3 km lange Strecke eröffnet. Die Spurweite der Strecke betrug wie bei den übrigen sächsischen Eisenbahnen vier Fuß achteinhalb Zoll (1435 mm). Den Betrieb führte die Leipzig-Dresdner Eisenbahn-Compagnie (LDE) auf Rechnung der Zweigeisenbahngesellschaft zu Großenhain aus. Die Zweigbahngesellschaft zu Großenhain baute den Leipziger Bahnhof in Großenhain; in Priestewitz bestand schon seit 1839 ein von den Großenhainern mitfinanzierter Bahnhof an der Leipzig-Dresdner Eisenbahn.
Preußen erteilte 1868 der Cottbus-Großenhainer Eisenbahn-Gesellschaft eine Konzession für eine Fortführung der Strecke von Großenhain nach Cottbus, welche am 20. April 1870 in Betrieb genommen wurde.
Am 1. Juli 1869 ging die Zweigeisenbahngesellschaft zu Großenhain in der Leipzig-Dresdner Eisenbahn-Compagnie auf. Mit dieser gelangte die Strecke am 1. Juli 1876 an die Königlich Sächsischen Staatseisenbahnen.

## Lokomotiven
Die Zweigeisenbahngesellschaft zu Großenhain erwarb für den Betrieb ihrer Strecke zwei gebrauchte Tenderlokomotiven des englischen Herstellers Stephenson, die ursprünglich von der Sächsisch-Baierschen Eisenbahn-Compagnie stammten. Sie erhielten die Namen GROSSENHAIN I und GROSSENHAIN II. Beide Lokomotiven kamen 1869 noch zur LDE und wurden 1876/1877 durch die Königlich Sächsischen Staatseisenbahnen ausgemustert.
| Lokomotivübersicht | Lokomotivübersicht   | Lokomotivübersicht | Lokomotivübersicht | Lokomotivübersicht | Lokomotivübersicht | Lokomotivübersicht | Lokomotivübersicht | Lokomotivübersicht |
| ------------------ | -------------------- | ------------------ | ------------------ | ------------------ | ------------------ | ------------------ | ------------------ | ------------------ |
| Name               | Hersteller           | Fabrik-Nr.         | Baujahr            | Name (1844)        | LDE-Nr. (1869)     | Name (1876)        | Ausmusterung       |                    |
| GROSSENHAIN I      | Stephenson/Newcastle | 445                | 1844               | ELEPHANT           | 1                  | GLOCKE             | 1877               |                    |
| GROSSENHAIN II     | Stephenson/Newcastle | 446                | 1844               | LEOPARD            | 2                  | HALDE              | 1876               |                    |